# Aegon Open Nottingham 2016
Aegon Open Nottingham 2016 - чоловічий і жіночий тенісний турнір, що проходив на відкритих кортах з трав'яним покриттям. Це був 9-й турнір серед жінок і 21-й - серед чоловіків. Належав до категорії International у рамках Туру WTA 2016, а також до серії 250 у рамках Туру ATP 2016. Відбувся в Nottingham Tennis Centre у Ноттінгемі (Велика Британія). Тривав з 6 до 12 червня 2016 року серед жінок і з 20 до 25 червня 2016 року серед чоловіків.

## Учасники основної сітки в рамках чоловічого турніру

### Сіяні учасники
| Країна     | Гравець              | Рейтинг1 | Сіяний |
| ---------- | -------------------- | -------- | ------ |
| ПАР        | Кевін Андерсон       | 20       | 1      |
| Уругвай    | Пабло Куевас         | 26       | 2      |
| Португалія | Жуан Соуза           | 30       | 3      |
| Україна    | Олександр Долгополов | 31       | 4      |
| США        | Сем Кверрі           | 32       | 5      |
| США        | Стів Джонсон         | 39       | 6      |
| Італія     | Андреас Сеппі        | 40       | 7      |
| Люксембург | Жіль Мюллер          | 41       | 8      |
| Кіпр       | Маркос Багдатіс      | 42       | 9      |
| Іспанія    | Пабло Карреньо Буста | 44       | 10     |
| Канада     | Вашек Поспішил       | 46       | 11     |
| Італія     | Паоло Лоренці        | 48       | 12     |
| Аргентина  | Гвідо Пелья          | 52       | 13     |
| Іспанія    | Фернандо Вердаско    | 53       | 14     |
| Казахстан  | Михайло Кукушкін     | 55       | 15     |
| Литва      | Річардас Беранкіс    | 56       | 16     |

- 1 Рейтинг подано станом на 13 червня 2016.

### Інші учасники
Нижче наведено учасників, які отримали вайлд-кард на участь в основній сітці:
- Лієм Броді
- Брайден Клейн
- Александер Ворд
- James Ward

Учасник, що потрапив в основну сітку завдяки захищеному рентингові:
- Жульєн Беннето

Нижче наведено гравців, які пробились в основну сітку через стадію кваліфікації:
- Френк Данцевич
- Ернесто Ескобедо
- Ян Герних
- Стефан Робер

### Відмовились від участі
До початку турніру
- Іньїго Сервантес →її замінила  Євген Донской
- Федеріко Дельбоніс →її замінила  Кайл Едмунд
- Марсель Гранольєрс →її замінила  Віктор Естрелья Бургос
- Ілля Марченко →її замінила Деніел Еванс
- Поль-Анрі Матьє →її замінила  Михайло Кукушкін
- Леонардо Маєр →її замінила  Джордан Томпсон

## Учасники основної сітки в парному розряді

### Сіяні пари
| Країна          | Гравець               | Країна   | Гравець       | Рейтинг1 | Сіяні |
| --------------- | --------------------- | -------- | ------------- | -------- | ----- |
| Хорватія        | Іван Додіг            | Бразилія | Марсело Мело  | 23       | 1     |
| Велика Британія | Домінік Інглот        | Канада   | Деніел Нестор | 43       | 2     |
| Філіппіни       | Трет Х'юї             | Білорусь | Макс Мирний   | 51       | 3     |
| Колумбія        | Хуан Себастьян Кабаль | Колумбія | Роберт Фара   | 54       | 4     |

- 1 Рейтинг подано станом на 13 червня 2016.

### Інші учасники
Нижче наведено пари, які отримали вайлдкард на участь в основній сітці:
- Джонатан Маррей /  Аділ Шамасдін
- Кен Скупскі /  Ніл Скупскі

## Учасниці основної сітки в рамках жіночого турніру

### Сіяні учасниці
| Країна          | Гравчиня          | Рейтинг1 | Сіяна |
| --------------- | ----------------- | -------- | ----- |
| Чехія           | Кароліна Плішкова | 19       | 1     |
| Велика Британія | Джоанна Конта     | 21       | 2     |
| Данія           | Каролін Возняцкі  | 34       | 3     |
| Пуерто-Рико     | Моніка Пуїг       | 53       | 4     |
| Бельгія         | Яніна Вікмаєр     | 54       | 5     |
| Велика Британія | Гезер Вотсон      | 56       | 6     |
| Німеччина       | Мона Бартель      | 66       | 7     |
| США             | Крістіна Макгейл  | 67       | 8     |

- 1 Рейтинг подано станом на 23 травня 2016.

### Інші учасниці
Нижче наведено учасниць, які отримали вайлд-кард на участь в основній сітці:
- Фрея Крісті
- Кароліна Плішкова
- Лора Робсон

Такі учасниці отримали право на участь завдяки захищеному рейтингові:
- Вікторія Дувал
- Пен Шуай

Нижче наведено гравчинь, які пробились в основну сітку через стадію кваліфікації:
- Ешлі Барті
- Мішель Ларшер де Бріту
- Тара Мур
- Чжан Кайлінь

Такі тенісистки потрапили в основну сітку як щасливі лузери:
- Андреа Главачкова
- Таміра Пашек

### Відмовились від участі
До початку турніру
- Вікторія Азаренко → її замінила  Анна Татішвілі
- Петра Цетковська → її замінила  Лорен Девіс
- Ірина Фалконі → її замінила  Алісон Ріск
- Медісон Кіз → її замінила  Вікторія Дувал
- Ана Конюх → її замінила  Андреа Главачкова
- Моніка Нікулеску → її замінила  Таміра Пашек
- Леся Цуренко → її замінила  Магда Лінетт

### Знялись
- Магдалена Рибарикова

## Учасниці основної сітки в парному розряді

### Сіяні пари
| Країна            | Гравчиня           | Країна            | Гравчиня     | Рейтинг1 | Сіяна |
| ----------------- | ------------------ | ----------------- | ------------ | -------- | ----- |
| Китайський Тайбей | Чжань Хаоцін       | Китайський Тайбей | Чжань Юнжань | 12       | 1     |
| КНР               | Сюй Їфань          | КНР               | Чжен Сайсай  | 44       | 2     |
| КНР               | Хань Сіньюнь       | КНР               | Ван Яфань    | 139      | 3     |
| Канада            | Габріела Дабровскі | КНР               | Ян Чжаосюань | 143      | 4     |

- 1 Рейтинг подано станом на 23 травня 2016.

### Інші учасниці
Нижче наведено пари, які отримали вайлдкард на участь в основній сітці:
- Фрея Крісті /  Лора Робсон

### Відмовились від участі
Під час турніру
- Кароліна Плішкова

## Переможці та фіналісти

### Чоловіки. Одиночний розряд
- Стів Джонсон —  Пабло Куевас, 7–6(7–5), 7–5

### Одиночний розряд. Жінки
- Кароліна Плішкова —  Алісон Ріск, 7–6(10–8), 7–5

### Парний розряд. Чоловіки
- Домінік Інглот /  Деніел Нестор —   Іван Додіг /  Марсело Мело, 7–5, 7–6(7–4)

### Парний розряд. Жінки
- Андреа Главачкова /  Пен Шуай —  Габріела Дабровскі /  Ян Чжаосюань, 7–5, 3–6, [10–7]